# James Peale (obraz)
James Peale – obraz olejny namalowany przez amerykańskiego malarza Charlesa Willsona Peale’a w 1822, znajdujący się w zbiorach Detroit Institute of Arts w amerykańskim mieście Detroit.

## Opis
Charles Willson Peale był przez wiele lat czołowym portrecistą w Stanach Zjednoczonych. Uczył malarstwa kilka pokoleń swojej rodziny, a w 1795 pomógł założyć małą szkołę artystyczną w Filadelfii. Rozwój muzeum historii naturalnej pochłonął jego średnie lata, ale w późniejszym życiu powrócił do malarstwa. W wieku osiemdziesięciu jeden lat wykonał serdeczny portret swojego brata, Jamesa, przedstawiający emerytowanego miniaturzystę i weterana wojny o niepodległość Stanów Zjednoczonych z Orderem Cyncynata w klapie marynarki, który przy zapalonym kinkiecie ze wzruszeniem wpatruje się w miniaturę portretową najstarszej córki Rembrandta Peale’a, Rosalby, namalowaną przez córkę Jamesa, Annę.